# De Kamp (Nijmegen)
De Kamp is een wijk in het oosten van het Nijmeegse stadsdeel Lindenholt. Op 1 januari 2023 telde de wijk 5.370 inwoners, verdeeld over 2.441 woningen, met een gemiddelde WOZ-waarde van € 288.000, op een oppervlakte van 1,19 km².
De Kamp is onderverdeeld in zes buurten: de Voorstenkamp, de Geerkamp, de Kluijskamp, de Wellenkamp, de Hoefkamp en de Gildekamp. Net als in de andere buurten of wijken in de stadsdelen Lindenholt en Dukenburg hebben de straten in De Kamp nummers in plaats van straatnamen. Een adres zou bijvoorbeeld de Gildekamp 1204 kunnen zijn, de Gildekamp 12e straat, huisnummer 1204.
De wijk is gebouwd in de tweede helft van de jaren 70 en staat bekend als rustig en kindvriendelijk. De problemen met hangjongeren waar met name de Voorstenkamp last van gehad heeft behoren inmiddels tot het verleden.
De dorpsstraat van het voormalige dorp Neerbosch, dat gedeeltelijk op dezelfde plek lag, is nog steeds een belangrijke ontsluitingsweg voor De Kamp.

## Afbeeldingen

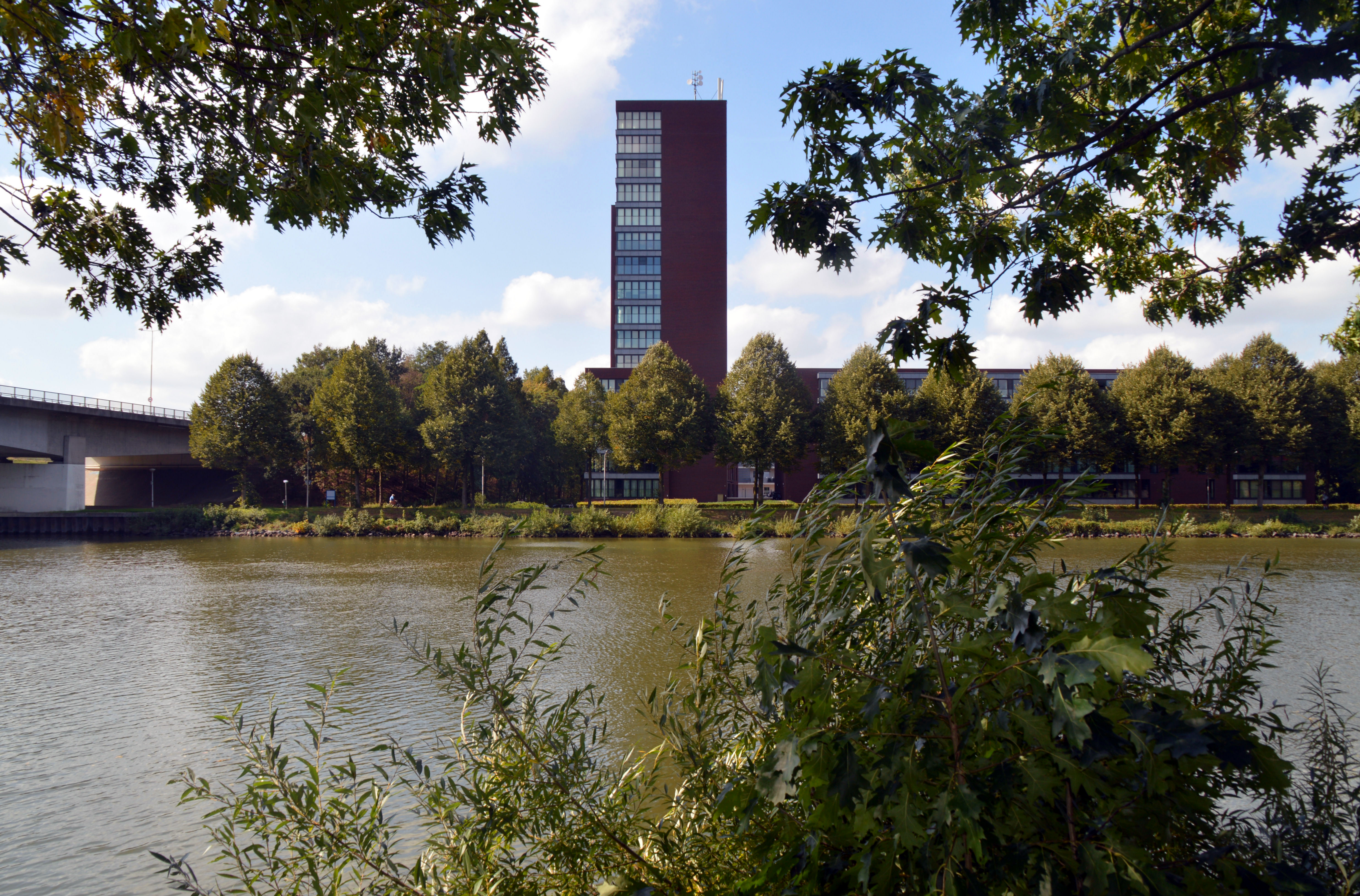
Appartementencomplex Draaiom
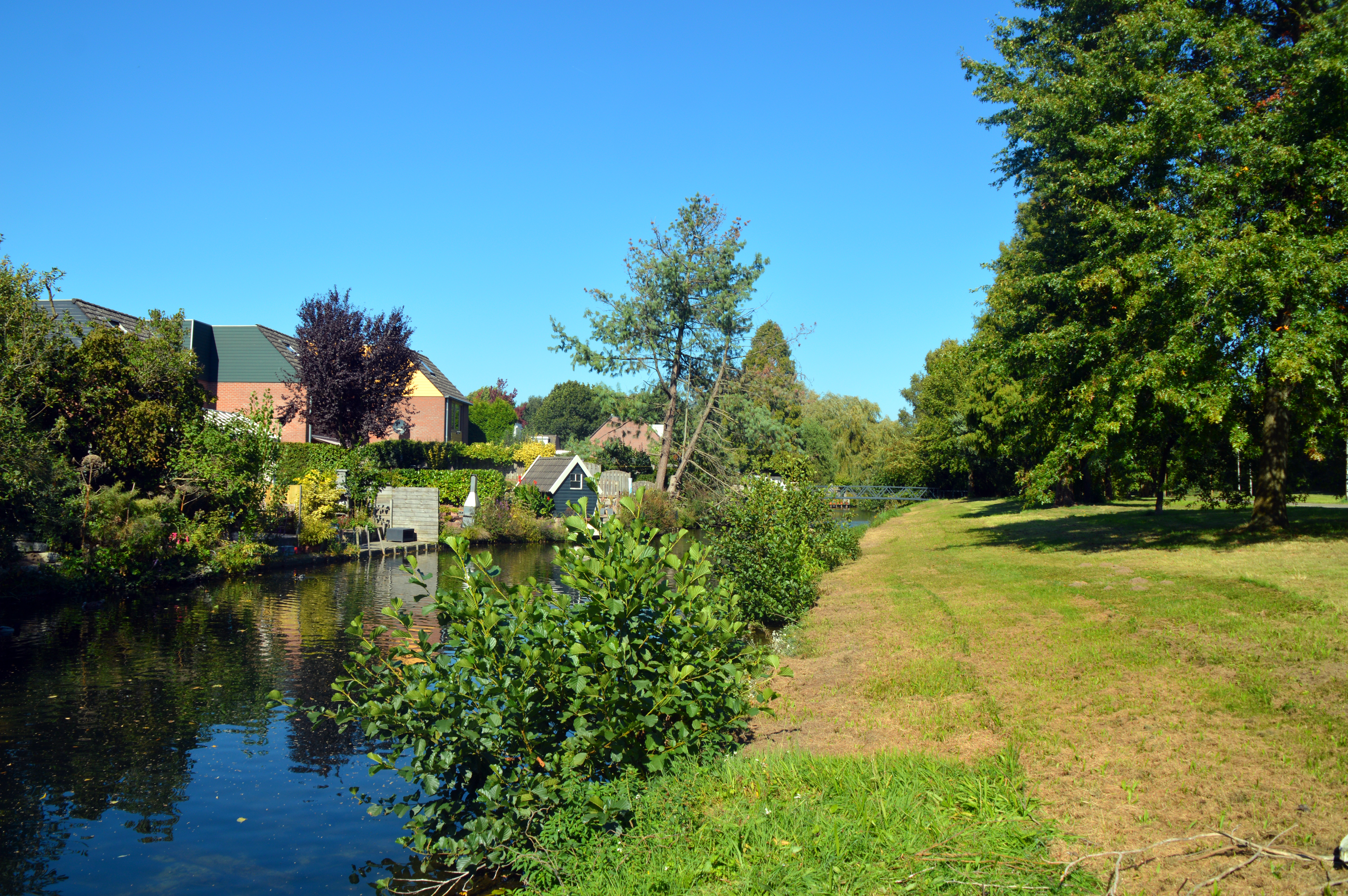
De Wellenkamp
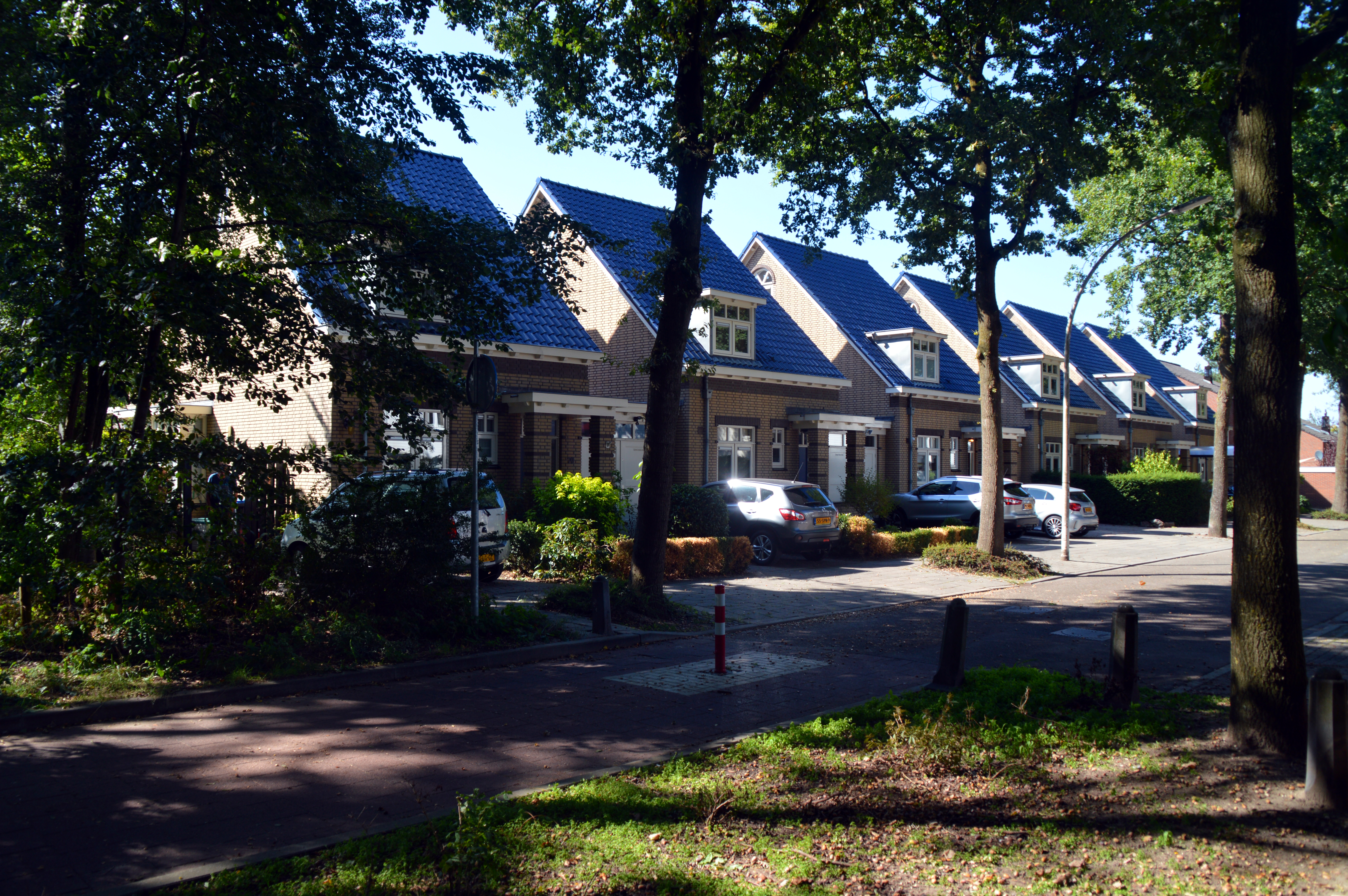
Zwanenstraat
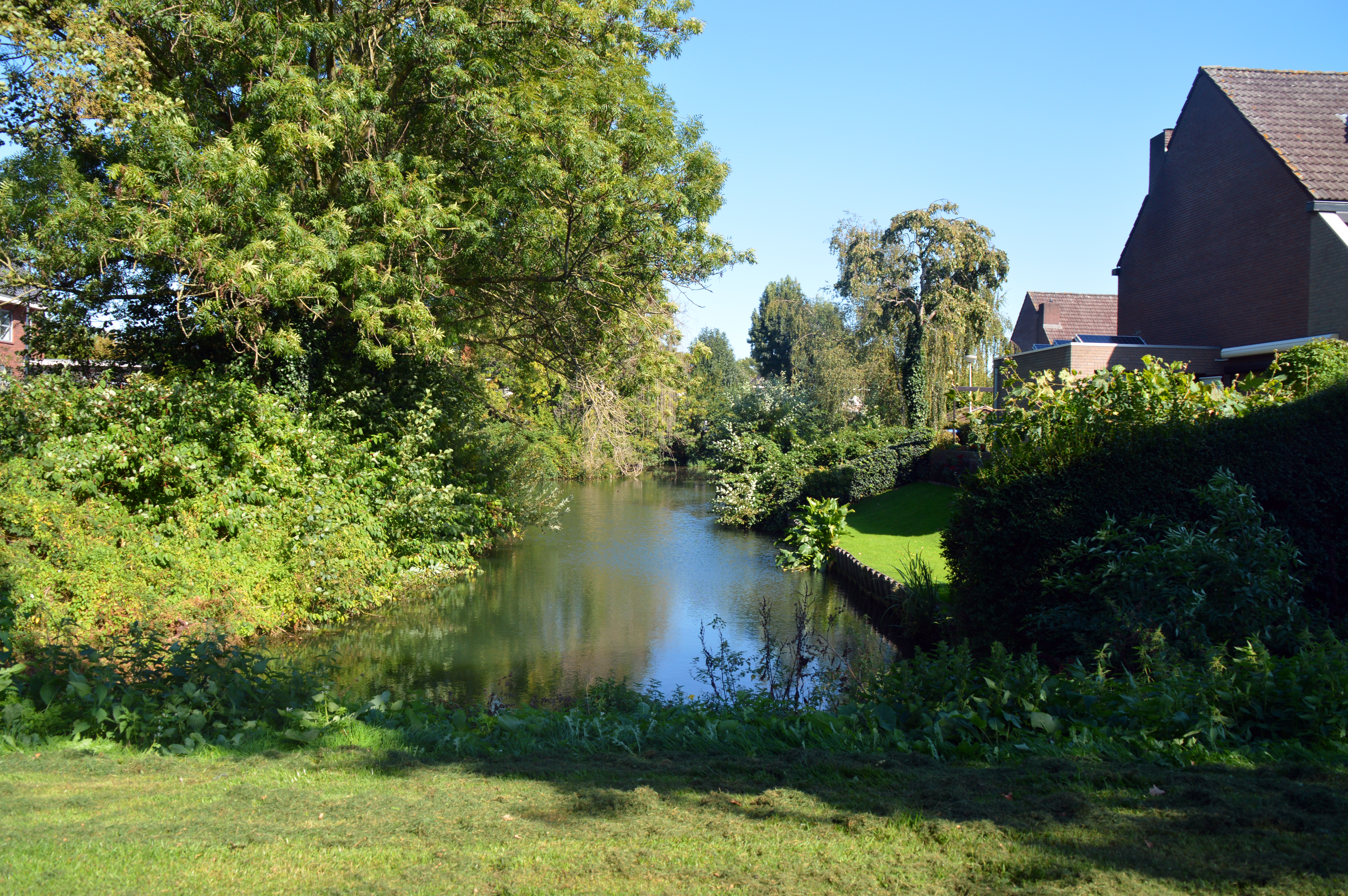
Zwanenstraat, Kluijskamp
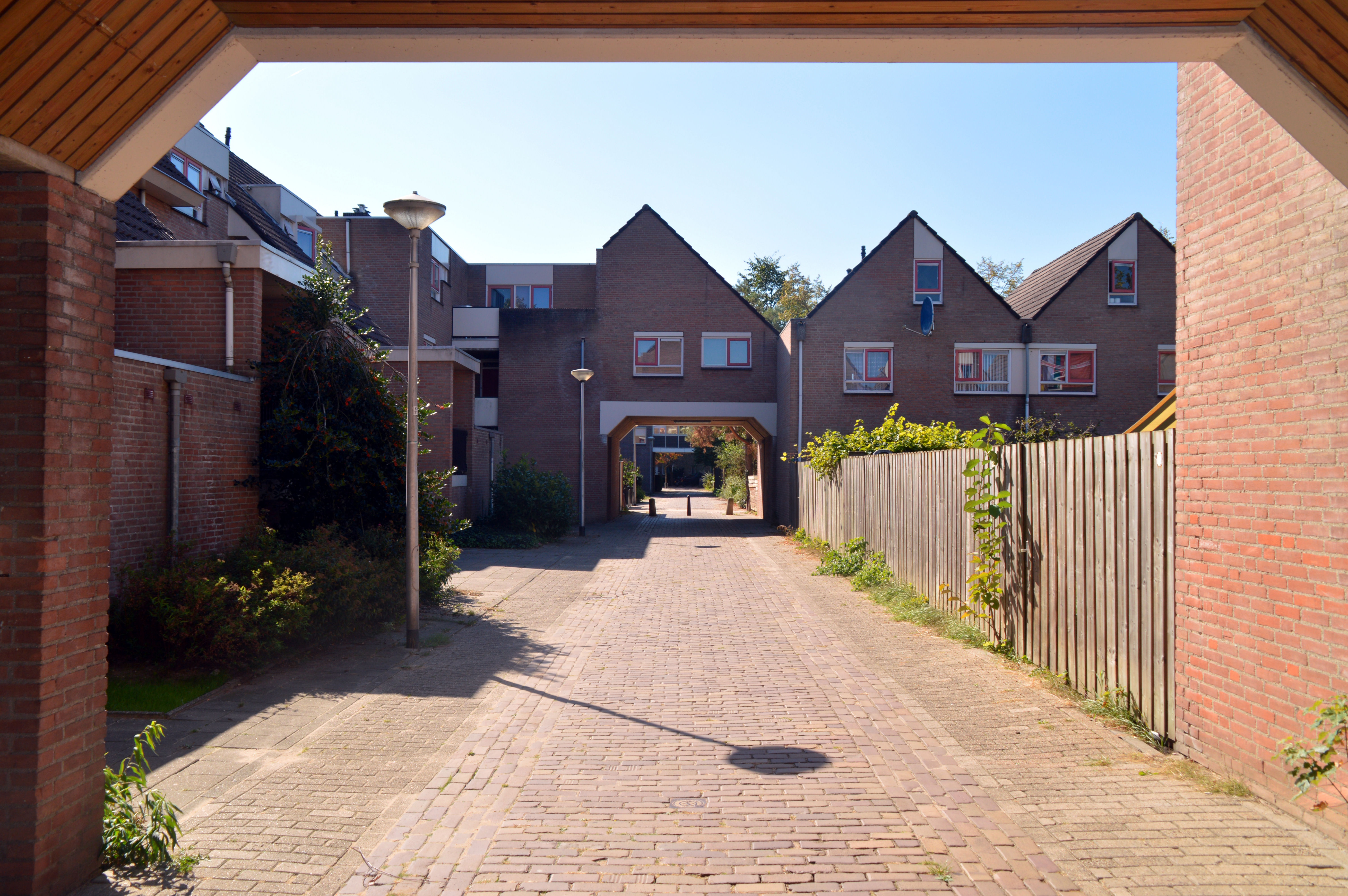
Gildenkamp
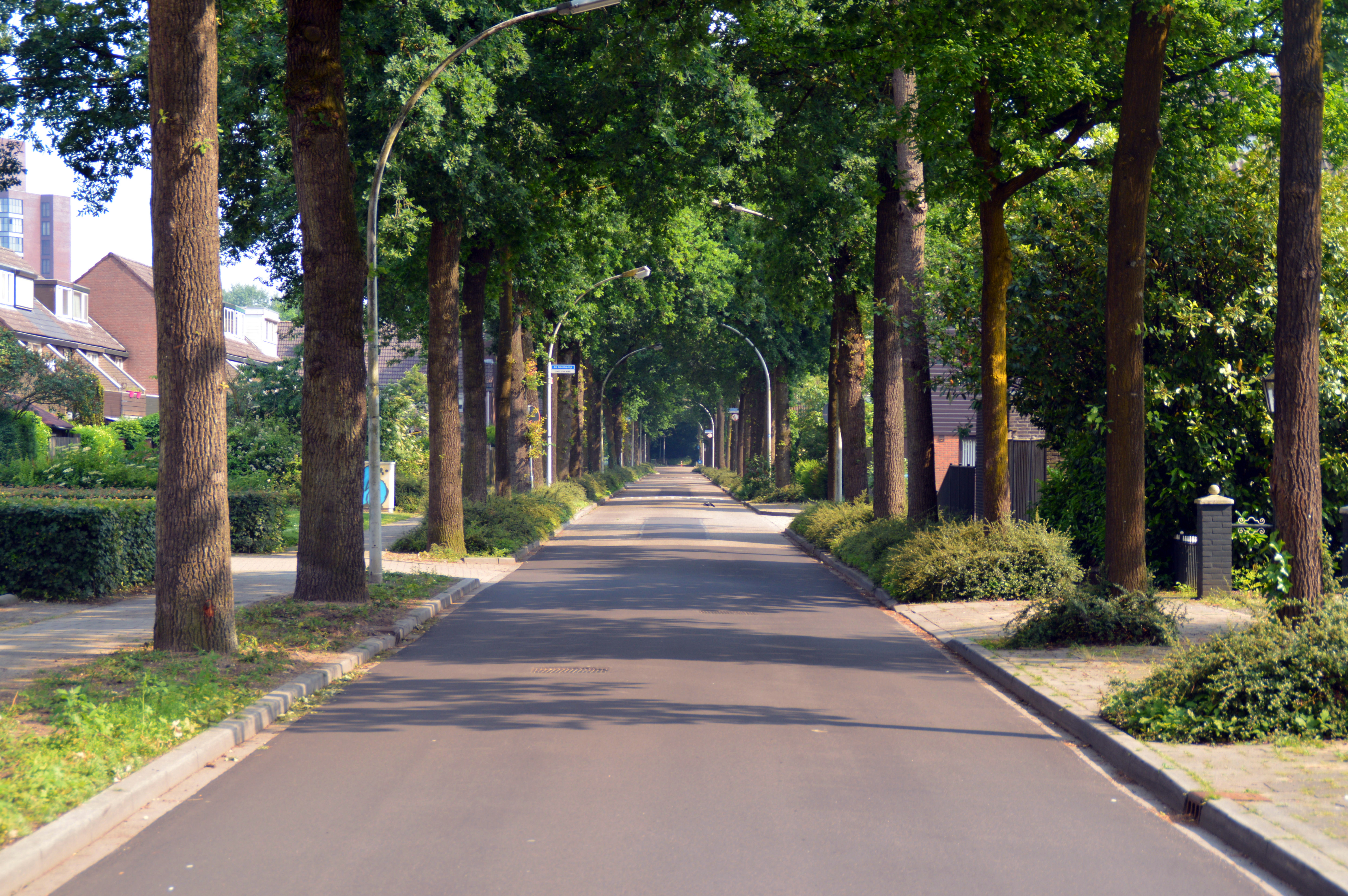
Zwanenweg
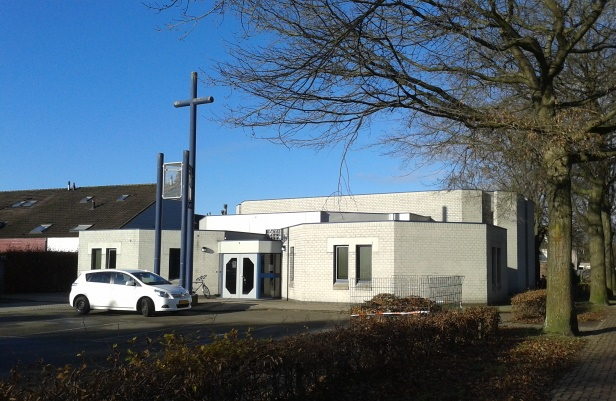
Agneskerk
- Bomenkap De Voorstenkamp brengt onenigheid tussen bewoners en gemeente